# Hippolyte Petitjean

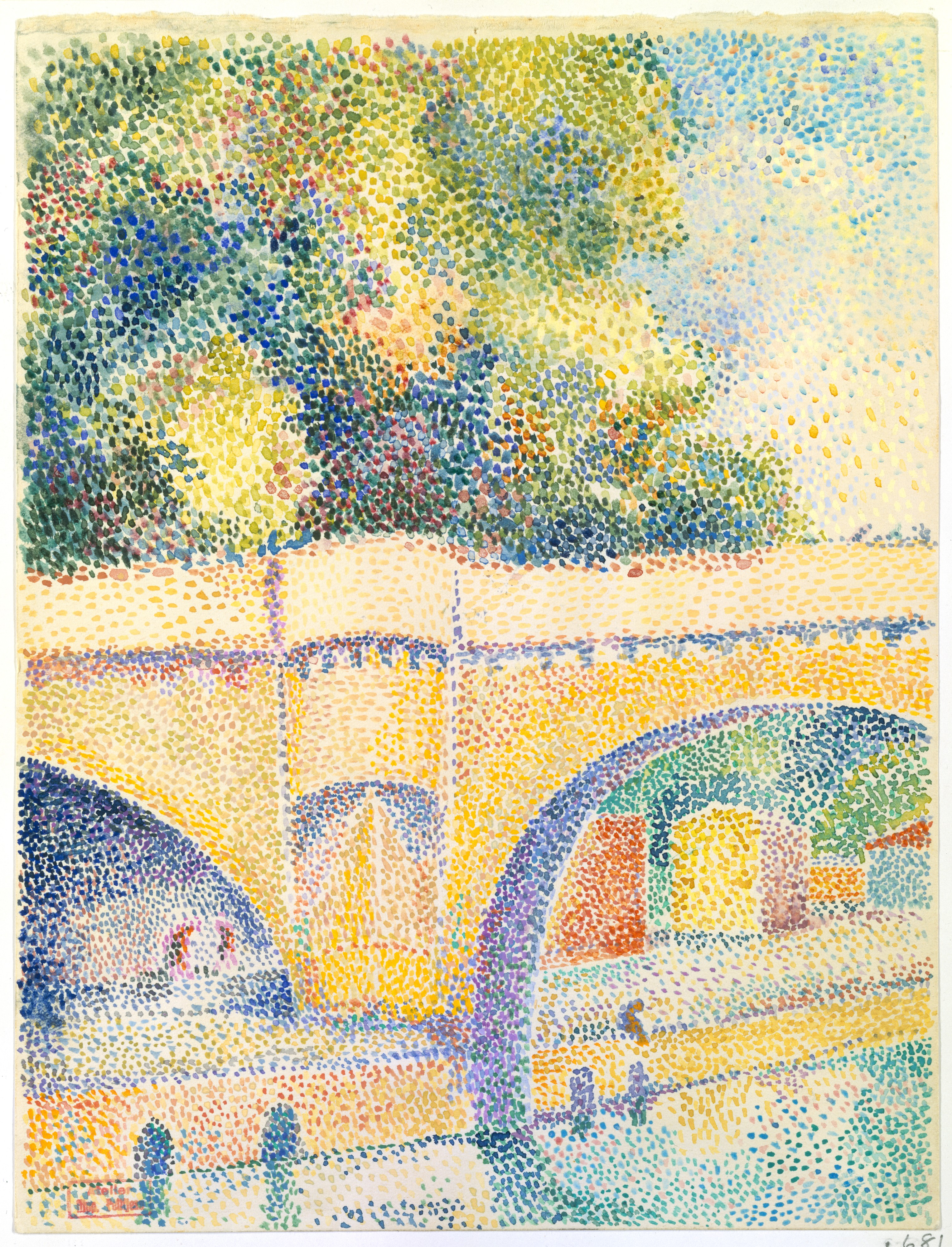
Hippolyte Petitjean: Le Pont Neuf, Metropolitan Museum of Art, New York

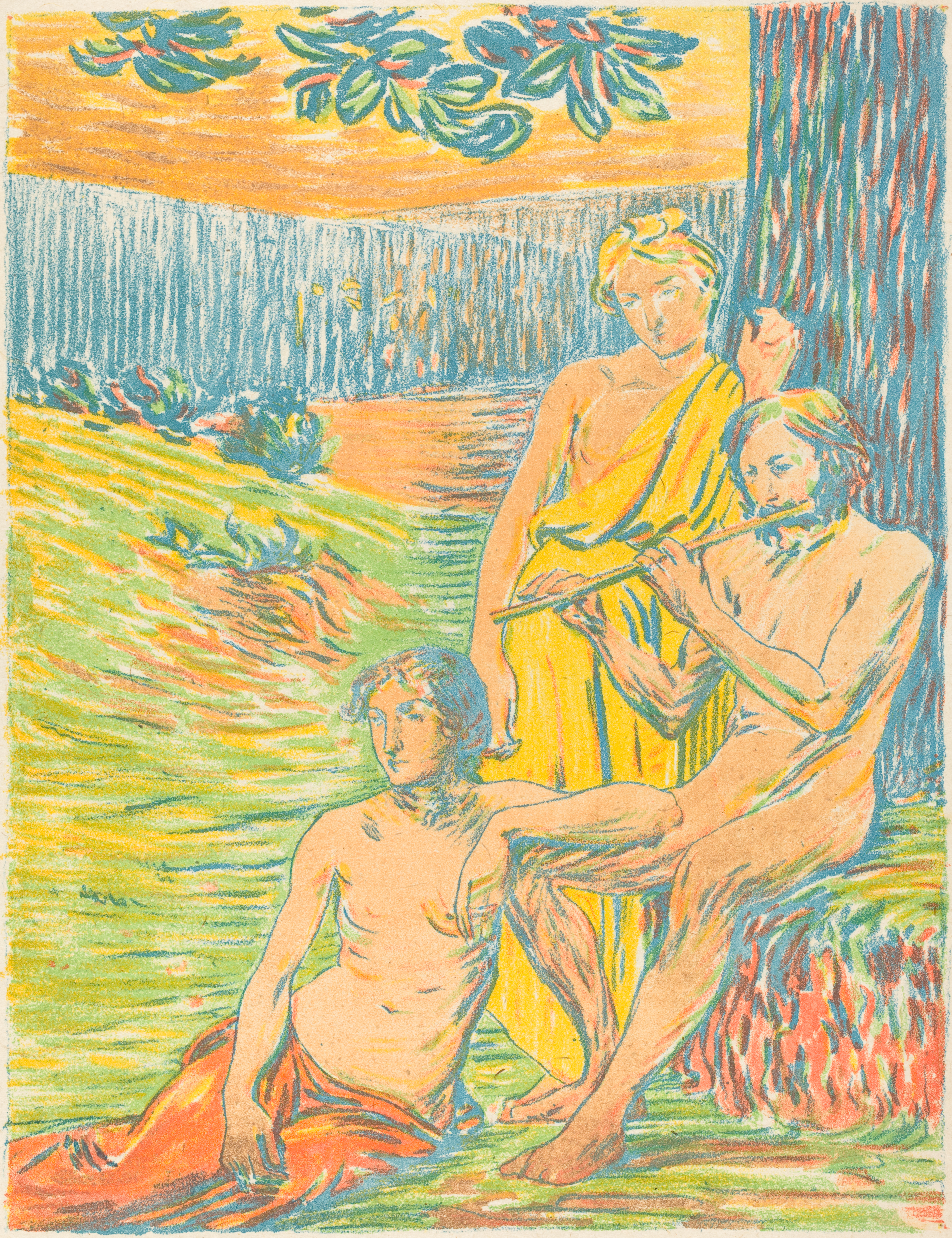
Hippolyte Petitjean: Dekorativer Entwurf (Arkadische Darstellung), veröffentlicht in der Kunstzeitschrift Pan

Hippolyte Petitjean (geboren am 11. September 1854 in Mâcon; gestorben am 17. September 1929 in Paris) war ein französischer Maler, der vor allem Werke im Stil des Pointilismus schuf.

## Leben und Werk
Hippolyte Petitjean kam 1854 in Mâcon zur Welt. Da seine Familie nur über bescheidene finanzielle Mittel verfügte, begann er mit 13 Jahren zunächst eine Ausbildung in der Werkstatt eines Dekorationsmalers. Später besuchte er Abendkurse an der Zeichenschule (École de dessin) in Mâcon. Ein Stipendium seiner Heimatstadt ermöglichte ihm dann ein Studium der Malerei an der Pariser École des Beaux-Arts, wo er als Schüler im Atelier von Alexandre Cabanel arbeitete. Ein weiterer Lehrer war Pierre Puvis de Chavannes. Zu seinen bevorzugten Sujets gehörten weibliche Akte, mythologischen Themen, Landschaften und Stadtansichten. Von 1880 bis 1891 stellte er jährlich im Salon de Paris aus. 1884 lernte er den Maler Georges Seurat kennen, der ihn nachhaltig beeinflusste und mit weiteren Künstlern des Neoimpressionismus wie Paul Signac sowie mit Camille Pissarro bekannt machte. Petitjean schuf ab 1886 Werke im Stil des Pointillismus. Seine Arbeiten zeigte er ab 1891 im Pariser Salon des Indépendants, 1892 zudem in der Galerie Le Barc de Boutteville und im Hôtel Brébant sowie von 1893 bis 1898 in Brüssel in den Ausstellungen der Société des Vingt. Petitjean war Mitglied in der Société des Artistes Français. 1897 lernte er in Paris den Publizist Harry Graf Kessler kennen. Durch dessen Vermittlung konnte Petitjean seine Lithografien Weibliche Aktstudien und eine als Dekorativer Entwurf bezeichnete arkadische Darstellung in der deutschen Kunstzeitschrift Pan veröffentlichen. Es folgten Ausstellungen mit Werken von Petitjean in Deutschland: 1898 in Berlin, 1903 in Weimar und 1921 in Wiesbaden.  Obwohl er wiederholt Auszeichnungen für seine Arbeiten erhielt, konnte er seinen Lebensunterhalt nicht dauerhaft von seiner künstlerischen Arbeit bestreiten. Ab 1898 arbeitete er daher auch als Zeichenlehrer. In seinen späteren Arbeiten ab 1910 kehrte er zur traditionelleren Malerei mit allegorischen und mythologischen Themen zurück. Neben Gemälden umfasst sein Werk zahlreiche Zeichnungen und Aquarelle sowie vereinzelte Lithografien. Petitjean starb 1929 in Paris.

## Werke in öffentlichen Sammlungen
- Nackte, das Haar kämmend, Pola Museum of Art, Hakone
- Liegender Akt im Gras, Pola Museum of Art, Hakone
- Jeune femme assis, Musée des Beaux-Arts de Nancy, Nancy
- Le Pont Neuf, Metropolitan Museum of Art, New York
- Barque sur un étang, Museo Thyssen-Bornemisza, Madrid
- La Danse du printemps, Musée des Ursulines de Mâcon, Mâcon.
- Baigneuse, Musée d’Orsay, Paris
- Scène champétre, Wallraf-Richartz-Museum & Fondation Corboud, Köln
- Les trois Grâces, Wallraf-Richartz-Museum & Fondation Corboud, Köln